# Vierfache Genauigkeit
In der Informatik ist vierfache Genauigkeit (englisch quad precision) eine Bezeichnung für ein Zahlenformat, das vier Speichereinheiten im Rechner belegt. Damit sind die genauen Details abhängig vom Rechnerhersteller und dessen Speicherarchitektur. Der im folgenden Bild gezeigte 128-Bit-Datentyp ist in der aktuellen Fassung des IEEE 754-2008 Standard beschrieben:

Format einer Zahl mit vierfacher Genauigkeit nach IEEE 754-2008

Die Bezeichnung ist nicht nur für Gleitkommazahlen vorbehalten, sondern auch für Ganzzahlformate anwendbar (Double Quadword).

## Weitere Genauigkeitsklassen
- Halbe Genauigkeit oder Minifloats
- Einfache Genauigkeit
- Doppelte Genauigkeit
- Gleitkommazahl